# Campionato del mondo di scacchi 1948

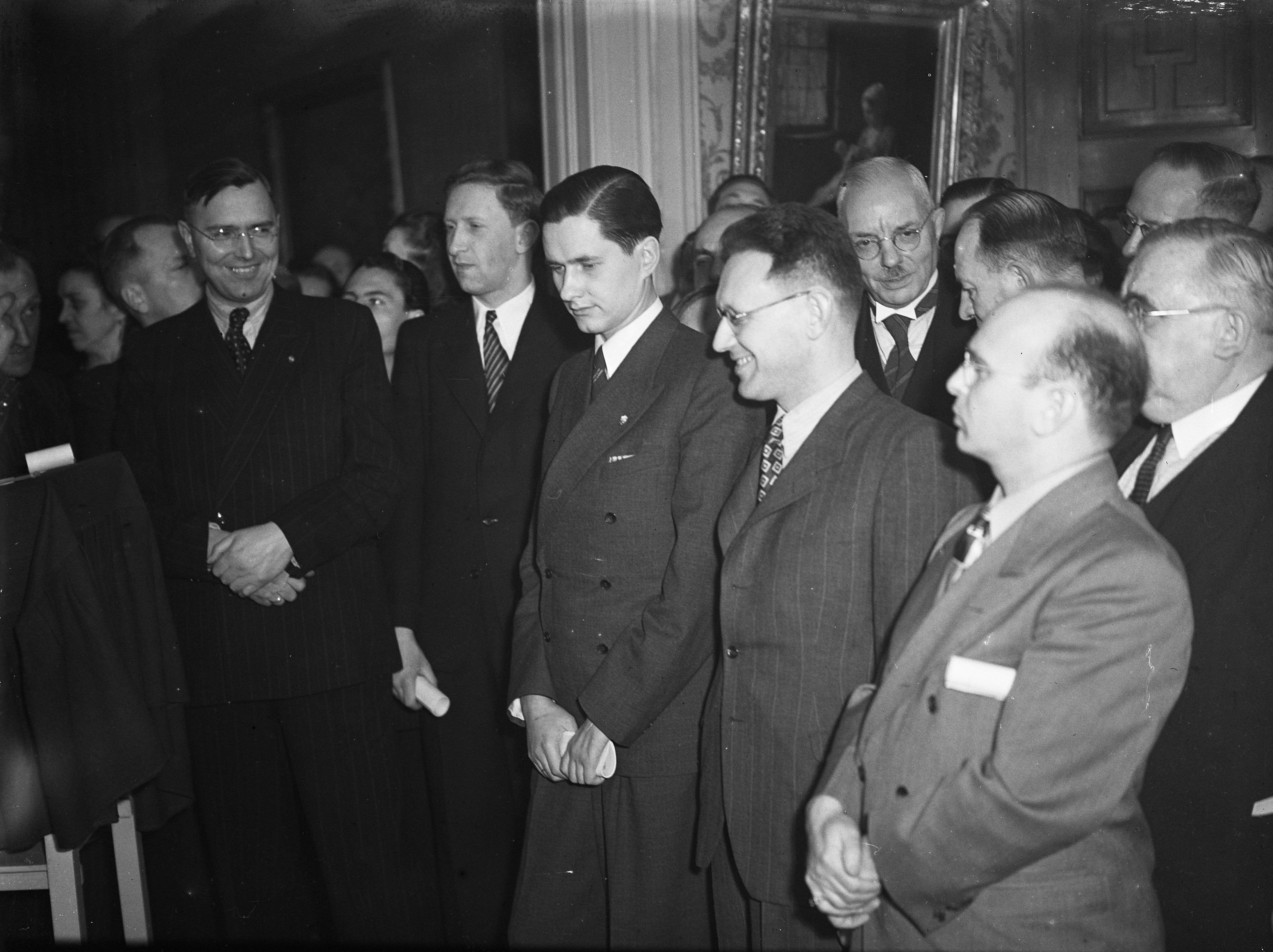
I partecipanti al Campionato del mondo di scacchi 1948

Il Campionato del mondo di scacchi del 1948 è stato un torneo giocato per determinare un nuovo campione del mondo a seguito della scomparsa del precedente campione Aleksandr Alechin nel 1946. Il torneo segnò il passaggio del controllo del campionato del mondo alla FIDE, la Federazione Internazionale di Scacchi. Michail Botvinnik vinse il torneo a cinque giocatori, iniziando l'era della dominazione sovietica sugli scacchi mondiali che sarebbe durata per oltre 20 anni senza interruzione.

## Interregno
In precedenza, il nuovo campione del mondo aveva sempre ottenuto il titolo battendo il titolare in un regolare match. Era facoltà del campione in carica di disputare un match per il titolo con un avversario di sua scelta. La morte di Alechin creò un interregno nel titolo di campione del mondo di scacchi che rese la normale procedura inattuabile. La situazione era molto confusa, con molti rispettati giocatori e commentatori che proponevano differenti soluzioni.
La FIDE ebbe molte difficoltà nelle prime discussioni su come risolvere il problema dell'interregno perché i problemi economici e di viaggio a così breve distanza dalla fine della seconda guerra mondiale rendevano difficile per molte nazioni l'invio di rappresentanti, in particolare l'Unione Sovietica, che inoltre aderì alla FIDE solo nel 1947. La carenza di informazioni chiare portò alla pubblicazione di speculazioni e pettegolezzi da parte di giornali altrimenti rispettabili, cosa che rese la situazione ancora più confusa.
La soluzione scelta fu molto simile a quella inizialmente proposta della FIDE e a quella avanzata dall'Unione Sovietica. Il torneo AVRO del 1938 fu usato come base per il campionato del 1948. Quel torneo aveva riunito gli otto scacchisti considerati i migliori del mondo in quel periodo. Due di loro, Aleksandr Alechin (campione del mondo in carica) e José Raúl Capablanca erano nel frattempo morti, e la FIDE decise che gli altri sei avrebbero disputato un quadruplo girone all'italiana. Gli scacchisti erano: l'olandese Max Euwe, i sovietici Michail Botvinnik, Paul Keres e Salo Flohr e gli statunitensi Reuben Fine e Samuel Reshevsky.
All'Unione Sovietica fu permesso di rimpiazzare Flohr con Vasilij Smyslov, un giovane emerso durante gli anni della seconda guerra mondiale, considerato più forte. Fine declinò l'invito per seguire i suoi studi accademici. Ci fu la proposta di sostituirlo con Miguel Najdorf, ma alla fine il torneo fu giocato con soli cinque giocatori con un quintuplo girone all'italiana.

## Campionato
Prima del torneo Botvinnik era considerato il favorito a causa della sua vittoria al torneo di Groninga 1946 e dei suoi risultati prima della guerra.
Keres e Reshevsky erano veterani delle competizioni internazionali.
Euwe era un ex campione del mondo e aveva ottenuto il secondo posto dietro a Botvinnik nel torneo di Groninga 1946. 
Smyslov non era molto conosciuto in occidente avendo giocato solo in due competizioni internazionali: terzo a Groninga 1946 e secondo a pari merito a Varsavia 1947.
I sovietici portarono un folto contingente di circa ventuno persone inclusi i tre giocatori Botvinnik, Keres e Smyslov; i loro secondi rispettivamente Vjačeslav Ragozin, Aleksandr Toluš e Vladimir Alatorcev; i corrispondenti Igor' Bondarevskij, Salo Flohr e Andor Lilienthal; il membro del comitato di aggiudicazione Aleksandr Kotov; il leader del gruppo Postnikov, un medico personale da Mosca e la moglie e la figlia di Botvinnik.
La delegazione americana era composta dal solo Reshevky e dal suo secondo Lodewijk Prins.
Theo van Scheltinga fu il secondo di Euwe.
Secondo gli accordi, i primi 10 turni vennero giocati a L'Aia, gli altri 15 a Mosca. La fase moscovita si svolse nella monumentale Sala delle colonne, con circa 1500 spettatori all'interno e circa 2000 all'esterno, che seguivano le partite tramite grandi scacchiere murali. Direttore di gara era Milan Vidmar, coadiuvato da Aleksandr Kotov.
Botvinnik divenne il sesto campione del mondo di scacchi vincendo il torneo con 14 punti su 20. Egli ottenne anche un punteggio positivo con tutti gli altri partecipanti. Smyslov arrivò secondo con 11 punti, davanti a Keres e Reshevsky con 10½. L'ex campione Euwe era in cattiva forma e finì ultimo con 4 punti.
| Giocatore         | Nazione          | Botvinnik | Smyslov   | Keres     | Reshevsky | Euwe      | Punti |
| ----------------- | ---------------- | --------- | --------- | --------- | --------- | --------- | ----- |
| Michail Botvinnik | Unione Sovietica | * * * * * | ½ ½ 1 ½ ½ | 1 1 1 1 0 | 1 ½ 0 1 1 | 1 ½ 1 ½ ½ | 14    |
| Vasilij Smyslov   | Unione Sovietica | ½ ½ 0 ½ ½ | * * * * * | 0 0 ½ 1 ½ | ½ ½ 1 ½ ½ | 1 1 0 1 1 | 11    |
| Paul Keres        | Unione Sovietica | 0 0 0 0 1 | 1 1 ½ 0 ½ | * * * * * | 0 ½ 1 0 ½ | 1 ½ 1 1 1 | 10½   |
| Samuel Reshevsky  | Stati Uniti      | 0 ½ 1 0 0 | ½ ½ 0 ½ ½ | 1 ½ 0 1 ½ | * * * * * | 1 ½ ½ 1 1 | 10½   |
| Max Euwe          | Paesi Bassi      | 0 ½ 0 ½ ½ | 0 0 1 0 0 | 0 ½ 0 0 0 | 0 ½ ½ 0 0 | * * * * * | 4     |

## Controversie
Dal momento che Keres perse le sue prime quattro partite contro Botvinnik, qualcuno insinuò che Keres fosse stato forzato a farlo per consentire a Botvinnik di vincere il campionato. Lo storico di scacchi Taylor Kingston ha analizzato tutte le prove e gli argomenti a disposizione e ha scoperto che: i funzionari sovietici suggerirono con insistenza a Keres di non opporsi al tentativo di Botvinnik di vincere il titolo; quando Botvinnik lo scoprì protestò con tale veemenza da rendere furiosi gli ufficiali sovietici; è probabile che durante il torneo Keres non perse deliberatamente le partite con Botvinnik né con gli altri scacchisti.